# Aureola (fenómeno óptico)

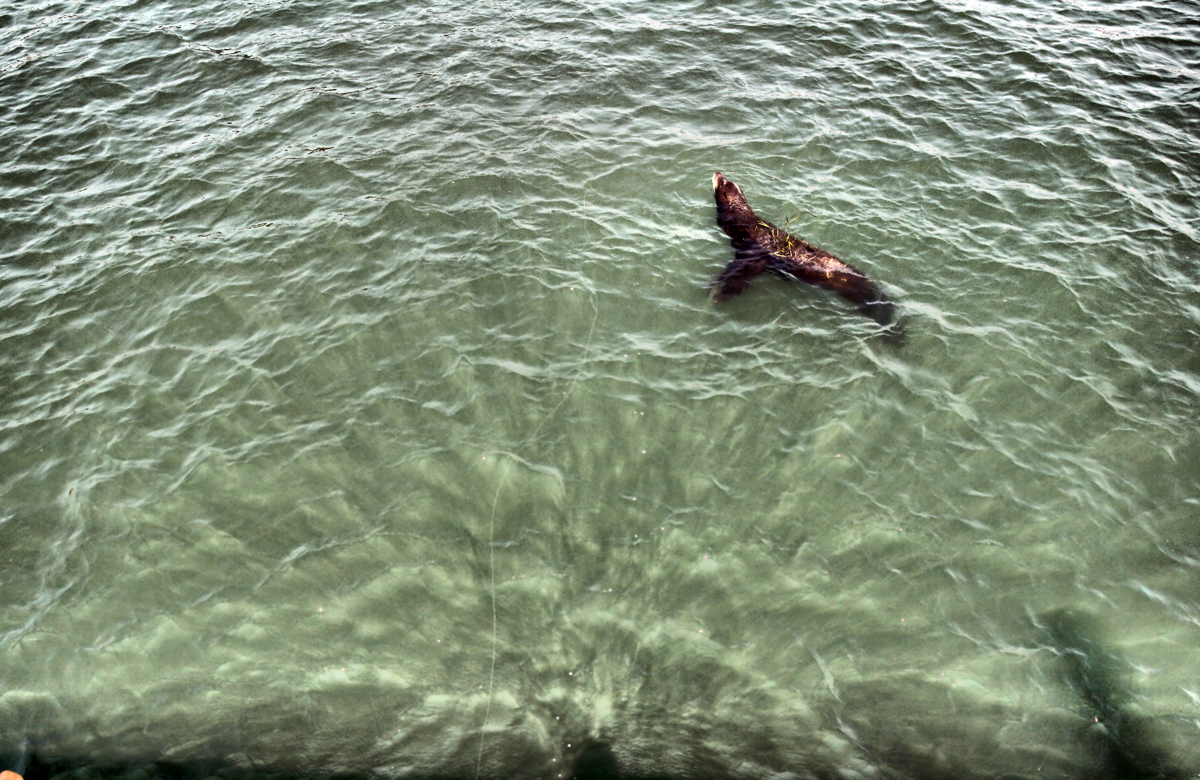
Efecto aureola radiante en California. En el fondo se aprecia un León marino nadando.

El efecto aureola o aureola de agua es un fenómeno óptico similar al fenómeno Heiligenschein, creando una luz brillante y rayos oscuros que irradian desde la sombra de la cabeza del espectador. Este efecto se ve sólo sobre la superficie del agua en ondulación. Las ondas actúan como lentes que enfocan y desenfocan la luz solar: La luz solar enfocada produce los rayos más claros, mientras que la luz del sol desenfocada produce los rayos oscuros. Las partículas suspendidas en el agua ayudan a que el efecto aureola sea más pronunciado. El efecto se extiende a una mayor distancia angular de la sombra del espectador cuando el espectador está más alto, por encima del agua, y, a veces puede ser visto desde un avión.
Aunque los conos de los rayos son en realidad más o menos paralelas entre sí, los rayos procedentes del efecto aureola parecen ser radiados desde la sombra de la cabeza del espectador debido a los efectos de la perspectiva. La línea visual del espectador es paralela y se encuentra dentro de los conos, por lo que desde la perspectiva del espectador los rayos parecen irradiar desde el punto antisolar, en la sombra del espectador.
Al igual que en similares efectos antisolar ópticos (como una gloria o Heiligenschein), cada observador verá un efecto aureola radiante sólo de la sombra de su propia cabeza de. Del mismo modo, si un fotógrafo tiene su cámara con el brazo extendido, el efecto aureola que aparecerá en la imagen, se verá que irradia desde la sombra de la cámara, aunque el fotógrafo todavía lo vea irradiando alrededor de la sombra de su cabeza mientras toma la foto. Esto sucede porque el efecto aureola aparece siempre directamente opuesto al Sol, con centro en el punto antisolar. El punto antisolar en sí está situado dentro de la sombra del espectador, sea lo que sea: los ojos del espectador o el objetivo de la cámara. Como cuestión de hecho, cuando los efectos de aureola son fotografiados desde un avión, es posible decir donde el fotógrafo estaba sentado.